# 福克蘭群島旗幟
福克蘭群島旗幟自1999年1月25日起開始通過使用。旗幟為藍地，左上部分為英國國旗，标志着该群岛是英國殖民地。右側為福克蘭群島紋章。
1864年英国引入了一套统一化的旗帜系统，1865年殖民地也允许拥有自己的旗帜。按照这个系统殖民地的旗帜靠旗杆的一侧上方图案为英国的米字旗，另一侧则上方为该殖民地的徽章。政府旗帜为蓝底，商用旗帜为红底。